# La Fille du chef
Pour plus de détails, voir Fiche technique et Distribution.
La Fille du chef est un téléfilm français réalisé par Sylvie Ayme réalisé en 2006. Il dure 105 minutes.

## Synopsis
Surnommé le « chef des pauvres », Edmond Martin officie dans la cuisine d'une soupe populaire une fois par semaine. Lui-même est SDF depuis 18 ans, malgré ses réelles compétences en matière culinaire. Un soir, à l'issue d'un repas, ses amis de la cloche lui offrent un costume pour qu'il puisse rendre visite à sa fille qu'il n'a pas vue depuis qu'il est à la rue. Mais Edmond, qui ne sait pas ce qu'est devenue Anne, redoute la confrontation. Il y a 18 ans, en effet, cet artiste des fourneaux a quitté femme et enfant, emportant avec lui les économies du ménage pour monter son propre restaurant aux États-Unis. L'expérience se solda par un tel échec qu'Edmond, de retour en France, préféra vivre dans la rue plutôt que d'affronter ses pairs et sa famille... Edmond Martin se décide enfin à rencontrer sa fille, qui a adopté le patronyme de sa mère, et se rend dans le palace où elle travaille. Là, il est pris pour le critique d'un prestigieux guide hôtelier.

## Fiche technique
- Réalisateur : Sylvie Ayme
- Scénario : Philippe Giancreco, Sören Prévost et Xavier Matthieu
- Musique : Frédéric Porte
- Date de sortie : 24 janvier 2007 sur TF1

## Distribution
- Guy Marchand : Edmond Martin, alias Moulin n°1, l'inspecteur, le SDF millionnaire
- Claire Borotra : Anne Duroc
- Éric Berger : Ferdoux
- Damien Dorsaz : Pierre
- Philippe Magnan : M. Rey
- Karine Belly : Sandrine
- Carlo Ferrante : Le chef
- Michelangelo Marchese : Le sommelier
- Axelle Abbadie : Hélène Duroc
- Olivier Saladin : Moulin n°2
- Tilly Mandelbrot : Juliette Duroc
- Laurent Renard : L'inspecteur
- Daniel Hanssens : Paulo
- Margaret Emery : La cliente
- Alexis Goslain : Le voiturier
- David Quertigniez : Le policier
- Marie Lecomte : La femme policier
- Juliette Meignan : Greda
- Éric Godon : Le barman
- Hugues Hausman : Le chauffeur livreur
- David Pion : Dédé
- Alain Eloy : Le bénévole